# Jonathan Matijas
Jonathan Matijas (n. 6 ianuarie 1990, Nice, Franța) este un fotbalist francez care evoluează în prezent la UTA Arad. Singurul club important la care a mai jucat este SC Bastia.